# Derek Livingston
Derek Livingston (Scarborough, 5 gennaio 1991) è uno snowboarder canadese, specializzato nell'halfpipe.

## Biografia
Specializzato nell'halfpipe e attivo a livello internazionale dal marzo 2006, Livingston ha debuttato in Coppa del Mondo il 14 febbraio 2009, giungendo 27º a Cypress Mountain e ha ottenuto il suo primo podio il 15 febbraio 2019, chiudendo 3º a Calgary nella gara vinta dal giapponese Yūto Totsuka.
In carriera ha preso parte a due rassegne olimpiche e a sei iridate.

## Palmarès

### Coppa del Mondo
- Miglior piazzamento nella Coppa del Mondo generale di freestyle: 16º nel 2019
- Miglior piazzamento nella Coppa del Mondo di halfpipe: 9º nel 2019
- 2 podi:
  - 2 terzi posti

### Coppa Europa
- 1 podio:
  - 1 terzo posto